# هشام حمادة
«محمد هشام» أحمد عبد الرحمن حمادة (28 أكتوبر 1962 -) ممثل أردني، ولد في مدينة إربد. تميز في عدة أدوار منها مسلسل آخر الفرسان بدور دهشان، وشارك بمسلسل وضحا وابن عجلان الذي أنتج عام 2006 في الأردن. كما شارك في مسلسل فارس بني مروان من إخراج نجدة إسماعيل أنزور. كما ظهر في عدة مسلسلات تاريخية وأردنية. ومن المسلسلات التي شارك بها مسلسل الكف والمخرز وشارك أيضا في مسلسل «أم الكروم» بدور عقلة، هذا المسلسل الذي جسد واقع القرية الأردنية ببساطتها ورونقها.

## البدايات
أتم هشام حمادة دراسة الثانوية العامة في إربد. بدأ نشاطه الفني بتشجيع من المدرسة ثم اتسع النشاط ليشمل مديرية التربية والتعليم في المحافظة. شارك في العديد من الأعمال الفنية على مستوى المحافظة والمملكة من خلال مركز شباب إربد التابع لوزارة الثقافة والشباب. كما شارك في نشاطات مركز شابات إربد وكانت أهم الأعمال المقدمة مسرحية (زواج آخر صرعة) تأليفاً وإخراجاً وتمثيلاً.
عام 1978 تم تشكيل فرقة مسرحية تحت اسم (فرقة أضواء الشمال) برئاسة هشام حمادة وكانت تضم في عضويتها آنذاك مجموعة من الشباب الموهوبين منهم من حقق نجومية على مستوى الأردن والعالم العربي كحسين طبيشات ومحمود صايمة. وقدمت الفرقة العديد من المسرحيات وكان اهمها «مسرحية حارة المساكين» تأليف وإخراج حسني دياب ومن بطولة هشام حمادة.
لم يتمكن هشام من الالتحاق بالجامعة مباشرة بسبب الالتحاق بخدمة العلم العسكرية في الفترة من 1979-1981 ثم التحق للعمل في مجال الوكلات البحرية حتى 1983 لجمع مبلغ من المال من أجل إتمام الدراسة الجامعية. حيث التحق عام 1984 بكلية الفنون الجميلة قسم الفنون المسرحية- جامعة بغداد وتخرج منها عام 1988 محققاً المرتبة الأولى في تخصص «تمثيل وإخراج مسرحي».

## على المسرح
عمل هشام حمادة في عدة أعمال مسرحية، وشارك في العديد من المهرجانات المحلية الأردنية والعربية والعالمية. من أهم مسرحياته:
- مسرحية «سهرة ممتعة». تأليف إيف شتلان وإخراج الدكتور خالد أحمد مصطفى. حيث شاركت المسرحية في مهرجان الجامعات والمعاهد العراقية وحصلت على أفضل عرض وأفضل ممثل «هشام حمادة»
- مسرحية «لعبة مسرحية». تأليف كريم جمعة وإخراج الدكتور فاضل خليل. شاركت في مهرجان بغداد الأول 1988 (تمثيل)
- مسرحية «الرحلة الأخيرة للسندباد» عن رواية زوربا. إعداد كريم جمعة، إخراج المسرحي سامي عبد الحميد (تمثيل)
- مسرحية «كيلوباترا». إعداد وإخراج الأستاذ سامي عبد الحميد عن الأديب العالمي شكسبير والشاعر أحمد شوقي والكاتب العالمي جورج برنارد شو (تمثيل)
- مسرحية «الإسكافية العجيبة» للكاتب العالمي لوركا. إعداد وإخراج الفنانة خولة شاكر (تمثيل)
- مسرحية «البلاد طلبت أهلها». تأليف الدكتور عبد اللطيف عقل، إخراج المخرج التونسي المنصف السويسي ولاقت نجاحاً جماهرياً كبيراً. وقد تم عرضها في الأردن وفي مصر لمدة شهر كامل (ممثل ومخرج مساعد)
- مسرحية «نار البراءة». تأليف زهير حسين وإخراج حاتم السيد. عرضت في مهرجان المسرح الأردني. (ممثل ومعد نص)
- مسرحية «المجنزرة» عن ماكبث. تأليف وإخراج جواد الأسدي. شاركت في عدة مهرجانات من ضمنها إسبانيا والعراق ومهرجان الربيع في المغرب العربي وقد عرضت في الأردن في المركز الثقافي الملكي (عمان) ولاقت نجاحاً كبيرًا. وقد حصلت على عدة جوائز من ضمنها جائزة أفضل ممثل «هشام حمادة».
- مسرحية «غابة اليوتوبا» تأليف سارتر انطوان، إعداد وإخراج هشام حمادة. عرضت المسرحية في معظم مدارس المملكة الأردنية الهاشمية وعلى المسارح الرئيسية للمحافظات استمرت العروض على مدار عام 1994.
- مسرحية «الكركعة الخشبية» تأليف رياض سيف، إعداد وإخراج هشام حمادة. عرضت المسرحية في معظم مدارس المملكة الأردنية الهاشمية وعلى المسارح الرئيسية للمحافظات 1996
- مسرحية «أحلام شهرزاد» تأليف كريم جمعة، إعداد وإخراج هشام حمادة. وعرضت على المسرح الرئيسي للمركز الثقافي الملكي عام 2002.

## أعمال تلفزيونية وسينمائية
| العمل               | الدور                         | المؤلف والمخرج                                          | ملاحظات أخرى                                                                             |
| ------------------- | ----------------------------- | ------------------------------------------------------- | ---------------------------------------------------------------------------------------- |
| فارس بني مروان      |                               |                                                         |                                                                                          |
| الكف والمخرز        | شلاش                          | تأليف جميل عواد، إخراج نجدت أنزور                       |                                                                                          |
| آخر الفرسان         | دهشان                         | تأليف هاني السعدي وإخراج نجدت أنزور وأشعار محمد بن راشد | مسلسل صور في أكثر من بلد بما فيها الصين وجزر المالديف وسوريا والسودان ومصر والأردن ودبي. |
| وضحا وابن عجلان     | مكاري                         | إخراج عزمي مصطفى                                        | مسلسل                                                                                    |
| العقاب والصقر       | مطلق                          | إخراج مازن العواملي                                     | مسلسل                                                                                    |
| الرحيل (مسلسل 2008) | هباش                          |                                                         | مسلسل                                                                                    |
| وجوه وأقنعة         | مثال                          | تأليف إبراهيم العبسي إخراج موفق رفيق الصلاح             | مسلسل                                                                                    |
| المتاهة             |                               | تأليف إبراهيم عبسي، إخراج نجدت أنزور                    | مسلسل                                                                                    |
| حارة الزين          |                               | إخراج جلال طعمة                                         | مسلسل                                                                                    |
| شاحنة الملح         |                               | إخراج نجدت أنزور وتأليف غسان نزال                       | سهره تلفزيونية                                                                           |
| ماجد والذيب         |                               | إخراج نجدت أنزور                                        | فيلم تلفزيون                                                                             |
| شقة على الرصيف      |                               | تأليف غسان نزال إخراج محمد عايش                         | فيلم تلفزيوني                                                                            |
| وردة والجبل         |                               | تأليف مصطفى صالح إخراج كمال اللحام                      | مسلسل                                                                                    |
| الإمضاء بريء        |                               | تأليف وإخراج كمال العواملي                              | مسلسل                                                                                    |
| القرار يصدر غداً     |                               | تأليف وإخراج كمال العواملي                              | مسلسل                                                                                    |
| حكاية شرقية         |                               | تأليف جميل عواد وإخراج نجدت أنزور                       | فيلم سينمائي                                                                             |
| ليلة الأحرار        |                               | تأليف محمود الزيودي وإخراج عزمي مصطفى                   | فيلم سينمائي                                                                             |
| رمح النار           |                               | تأليف غسان الجباعي وإخراج نجدت أنزور                    | مسلسل                                                                                    |
| الأخدود             |                               | إخراج عزمي مصطفى                                        | مسلسل تاريخي يتناول قوم تبع وتاريخهم والملك نواس وحرق المؤمنين                           |
| الرحيل              |                               | تأليف محمد الحجاحجة وإخراج سائد هواري                   | مسلسل بدوي                                                                               |
| بوابة القدس         | أبو شاكر                      | تأليف رياض سيف وإخراج رضوان شاهين                       | مسلسل إنتاج التلفزيون الأردني عام 2012                                                   |
| أخوة الدم           |                               | تأليف مصطفى صالح وإخراج حسن أبو شعيرة                   | مسلسل بدوي إنتاج المركز العربي                                                           |
| وعد الغريب          | ذياب " أبو زيد" "عقيد الخيل " | تأليف مصطفى صالح وإخراج حسين دعيبس                      | مسلسل بدوي إنتاج المركز العربي                                                           |
| مالك ابن الريب      | المهلب بن ابي صفره            | اخراج محمد لطفي                                         | مسلسل تاريخي المركز العربي                                                               |

## إذاعياً
شارك هشام حمادة في عدد كبير من الأعمال الإذاعية الدرامية والبرامج الوثائقية والبرامج المنوعة. وعلى صعيد التأليف الإذاعي شارك في كتابة مسلسل الأطفال الدرامي «بستان العم نعنوع» مع الفنان عبد الكريم القواسمي وكتابة حلقات كوميدية إذاعية بمشاركة الفنان حسين أبو حمد.

## أدواره في الدبلجة العربية
- ترانسفورمرز أنيميتد - أوبتيموس برايم، براول
- سباق القوة والتحدي - برق
- الحياة مع لوي - أندي أندرسون
- روبوتيك - الكابتن هنري غلوفال
- جوهرة القصر
- بن وعصام - كلاتشفورد ويلز
- صراع على الفتات
- ين يانغ يو
- مقنعو الخير
- جيمي في وجه التعاسة - بيزي
- غرافيتي فولز - ستان، المأمور بلابز، شكسبير الشمعي، تشابي زي، وحش الهالوين، أيفان الأعمى
- لولو - البارون
- سايبر دودو وحقوق الطفل - دودو
- قتل لينكولن
- إغتيال كينيدي
- سلغتيرا - برونتو
- حماة الأرض - توني ستارك/الرجل الحديدي، أرنيم زولا، مودوك
- تارا دانكان
- زعيم المحاربين
- أليس في بلاد العجائب
- قرية التوت
- صاحب الظل الطويل
- بيف وهيركول
- سلاحف النينجا
- متمردو حرب النجوم - زيب أوريليوس

عضو اللجنة الاستشارية العليا لمهرجانات وزارة الثقافة الأردنية لعام 2013
عضو اللجنة الفنية لمهرجانات وزارة الثقافة الأردنية لعام 2013
عضو لجنة تحكيم لمهرجان عمون لمسرح الشباب الثالث عشر 2014

## روابط خارجية
- هشام حمادة على موقع قاعدة بيانات الأفلام العربية